# Stampede (The Doobie Brothers)
| Recensione                        | Giudizio        |
| --------------------------------- | --------------- |
| AllMusic                          | [ 2 ]           |
| The New Rolling Stone Album Guide | [ 3 ]           |
| Sputnikmusic                      | 3.8 (Excellent) |
| Piero Scaruffi                    | [ 5 ]           |
| Dizionario del Pop-Rock           | [ 6 ]           |
| 24.000 dischi                     | [ 7 ]           |

Stampede è il quinto album discografico in studio del gruppo musicale rock statunitense The Doobie Brothers, pubblicato nel marzo del 1975.

## Tracce
Lato A
1. Sweet Maxine – 4:26 (Patrick Simmons, Tom Johnston)
2. Neal's Fandango – 3:16 (Patrick Simmons)
3. Texas Lullaby – 5:00 (Tom Johnston)
4. Music Man – 3:28 (Tom Johnston)
5. Slat Key Soquel Rag – 1:50 (Patrick Simmons)

Lato B
1. Take Me in Your Arms (Rock Me) – 3:39 (Brian Holland, Lamont Dozier, Eddie Holland)
2. I Cheat the Hangman – 6:38 (Patrick Simmons)
3. Précis – 0:56 (Jeff Baxter)
4. Rainy Day Crossroad Blues – 3:45 (Tom Johnston)
5. I Been Workin' on – 4:22 (Tom Johnston)
6. Double Dealin' Four Flusher – 3:30 (Patrick Simmons)

- Nella tracklist della ristampa su CD, pubblicata dalla Warner Bros. Records, 2835-2, il brano: Take Me in Your Arms (Rock Me) e riportato come Take Me in Your Arms (Rock Me a Little While)

## Formazione
Gruppo
- Tom Johnston - chitarra, voce
- Patrick Simmons - chitarra, voce
- Jeff Baxter - chitarra, chitarra pedal steel
- Tiran Porter - basso, voce
- John Hartman - batteria
- Keith Knudsen - batteria, voce

Collaboratori
- Bill Payne - tastiere
- Ry Cooder - chitarra bottleneck (brano: Rainy Day Crossroad Blues)
- Maria Muldaur - voce (brano: I Cheat the Hangman)
- Carl Himmel - batteria, percussioni (brano: I Been Workin' on You)
- Conte Candoli - tromba (brano: I Cheat the Hangman)
- Pete Candoli - tromba (brano: I Cheat the Hangman)
- Bobbye Hall Porter - congas (brano: Take Me in Your Arms (Rock Me))
- Victor Feldman - marimba e percussioni
- Sherlie Matthews - accompagnamento vocale-cori (brani: Take Me in Your Arms (Rock Me) e I Been Workin' on You)
- Venetta Fields - accompagnamento vocale-cori (brani: Take Me in Your Arms (Rock Me) e I Been Workin' on You)
- Jessica Smith - accompagnamento vocale-cori (brani: Take Me in Your Arms (Rock Me) e I Been Workin' on You)
- Curtis Mayfield - arrangiamento strumenti ad arco e strumenti a fiato (brano: Music Man)
- Richard Tufo - orchestrazione (brano: Music Man)
- Paul Riser - arrangiamento strumenti ad arco e strumenti a fiato (brano: Take Me in Your Arms (Rock Me))
- Paul Riser - strumenti a fiato (horns) (brani: Sweet Maxine e Double Dealin' Four Flusher)
- Nick DeCaro - strumenti ad arco (brani: Texas Lullaby, I  Cheat the Hangman e Rainy Day Crossroad Blues)
- Harry Bluestone - primo violino (brano: Rainy Day Crossroad Blues)

Note aggiuntive
- Ted Templeman - produttore
- Registrato e masterizzato al Warner Bros. Recording Studios, North Hollywood, California
- Registrazioni aggiuntive effettuate al The Burbank Studios (Burbank, California); Curtom Studios (Chicago, Illinois); The Record Plant (Sausalito, California)
- Donn Landee - ingegnere delle registrazioni
- Brano: I Been Workin' on You registrato al Creative Workshop di Nashville, Tennessee
- Turk Travis - ingegnere delle registrazioni (brano: I Been Workin' on You)
- Bruce Cohn - management
- Ed Thrasher - art direction
- Michael e Jill Maggid - fotografie
- John e Barbara Casado - design album[10]

## Classifica
Album
| Anno | Classifica            | Posizione raggiunta |
| ---- | --------------------- | ------------------- |
| 1975 | Billboard 200         | 4                   |
| 1975 | Official Albums Chart | 14                  |

Singoli
| Anno | Titolo del brano               | Classifica             | Posizione raggiunta |
| ---- | ------------------------------ | ---------------------- | ------------------- |
| 1975 | Take Me in Your Arms (Rock Me) | Billboard Hot 100      | 11                  |
| 1975 | Take Me in Your Arms (Rock Me) | Official Singles Chart | 29                  |
| 1975 | Sweet Maxine                   | Billboard Hot 100      | 40                  |
| 1976 | I Cheat the Hangman            | Billboard Hot 100      | 60                  |